# بخش پریمورسکی، استان آرخانگلسک
بخش پریمورسکی (به لاتین: Primorsky District) یک منطقهٔ مسکونی در روسیه است که در استان آرخانگلسک واقع شده‌است.